# Presses universitaires de France
Presses universitaires de France (PUF) sunt o casă de editură fondată în 1921 de un grup de profesori, și specializată în publicarea de reviste și de manuale universitare.